# Achim Fiedler
Achim Fiedler (* 1965 in Stuttgart) ist ein deutscher Dirigent, Geiger und Musikpädagoge.

## Leben und Wirken
Fiedler erhielt seinen ersten Klavierunterricht im Alter von 6 Jahren und kurz darauf Geigenunterricht. Er studierte Violine bei Saschko Gawrilow sowie Kammermusik an der Musikhochschule Köln und an der Guildhall School London. Anschließend absolvierte er Dirigierstudien in Mailand und an der Musikhochschule Stuttgart. Nach einem Meisterkurs in Tanglewood bei Seiji Ozawa und Assistenzen bei Carlo Maria Giulini und Bernard Haitink wurde er Preisträger bei den Dirigentenwettbewerben von Katowice (1995, 3. Preis, Preis für die beste Interpretation eines polnischen Werks) und Cadaqués (1996, 1. Preis). Im Jahre 1997 wurde er Stipendiat des Herbert-von-Karajan-Stipendiums.
Von 1998 bis 2012 war er künstlerischer Leiter der Festival Strings Lucerne und unternahm mit diesem Kammerorchester Tourneen in 30 Länder. Von 2006 bis 2013 war er Chefdirigent des Folkwang Kammerorchesters. Als Gastdirigent leitete er bisher über 40 Orchester im In- und Ausland – u. a. Sächsische Staatskapelle Dresden, Wiener Kammerorchester, Orquesta de Sevilla, Orquestra Simfònica de Barcelona i Nacional de Catalunya, Orchestra della Svizzera Italiana Lugano und das Orchestre Philharmonique de Monte-Carlo.
Von 2004 bis 2008 war Fiedler Leiter der Dirigentenausbildung an der Musikhochschule Luzern. Auch an den Musikhochschulen Detmold und Essen, am Pomona College (USA), am Leopold Mozart Zentrum der Universität Augsburg und am Orchesterzentrum NRW Dortmund leitete er Proben und Konzerte.
Seit 2012 leitet Fiedler das Dortmunder Jugendorchester DOJO von Dortmund Musik.
Am 15. September 2024 brachte er zusammen mit dem Dortmunder Jugendorchester DOJO die Sinfonie D-Dur (1832; uraufgeführt am 3. März 1841 in Dortmund) von Daniel Friedrich Eduard Wilsing im Konzerthaus Dortmund zur Wiederaufführung.
2017 übernahm Fiedler für eine Arbeits- und Konzertphase das KinderOrchester NRW und trat mit diesem Klangkörper in mehreren Städten in NRW auf.

## Veröffentlichungen
Seit 2003 nimmt Fiedler für OehmsClassics auf dem Festival Strings Lucerne Tonträger auf, darunter Einspielungen von Johann Sebastian Bach, Franz Schubert,  Dmitri Schostakowitsch, Benjamin Britten und Felix Mendelssohn Bartholdy. Aufnahmen mit Fiedler erschienen auch bei Sony Classical und wurden u. a. mit dem Echo Klassik ausgezeichnet.